# Heptranchias
Heptranchias es un género de la familia de los Hexanchidae del orden de los Hexanchiformes. Cuenta con una única especie actual, conocida vulgarmente como tiburón de siete branquias que vive a una profundidad de 1700-2000 metros, y tres especies extintas.

## Especies
- Heptranchias perlo tiburón de siete branquias
- Heptranchias ezoensis †
- Heptranchias howelii †
- Heptranchias tenuidens †